# CPanel
cPanel (Control Panel) は、サイト管理を容易にするためにグラフィカルにデザインされた、ウェブベースのウェブホスティングコントロールパネル。
cPanelは、そのインタフェースにおいて、ウェブサイトの管理にも対処することができる。
このソフトウェアはcPanel Inc.が配布しており、プロプライエタリソフトウェアとなっている。商業ベースのウェブホスティングサービスによる利用を目的として構築され、利用する際は年間ライセンス料が必要となる。

## 経緯
cPanelはもともとSpeed Hosting社用のコントロールパネルとしてデザインされた。Speed Hosting社は、cPanelの生みの親であるJ. Nick Koston氏が出資したウェブホスティング会社で、現在はすでに存在していない。cPanelは、Web KingとSpeed Hostingが合併した後、すぐにWeb Kingによって利用されるようになった。両社が合併し新会社となった後、Virtual Development Incにサーバを移転。（Virtual Development Incもすでに廃業）J. Nick Koston氏とVDIの同意のもと、cPanelはVDIでホスティングサービスを利用する顧客にのみ利用可能となった。当時、コントロールパネルマーケットにはライバル企業がほとんど存在せず、VDIとAlabanzaの2社が主な選択肢だった。1999年、自動アップグレード機能付きのcPanel 3がリリースされ、cPanel 2に代わって、Web Host Manager（WHM) が主力商品となっていった。
cPanel3はバグが発生しやすく、ユーザインタフェースも優れているとは言えなかった。WizardsHostingのCarlos Rego氏が、cPanelのデフォルトテーマとなるものを作成したことにより、ユーザインタフェースは改善された。結局、VDIとJ. Nick Koston氏の間で内部的な問題が発生し、cPanelはcPanelとWebPanelという2つの独立したプログラムに分裂した。WebPanelはVDIが運営・管理するバージョンとなった。リードプログラマ不在ということもあり、VDIはcPanel事業継続が不可能となり、結局事業から完全に撤退した。一方、J. Nick Koston氏はcPanel開発を続けながら、BurstNETに一旦は就職したが、cPanel開発に完全に専念するため、BurstNETを円満退社。その後、cPanelは何年にも渡りアップデートと改良を重ねた。現在cPanelは、安定性のある信頼できるコントロールパネルとなっている。

## 特徴
cPanelはクライアントに対して、PGP鍵・cronタスク・メールやFTPアカウント・メーリングリスト等の管理を含む、多数の共通操作を行うためのフロントエンドを提供するコントロールパネルである。
追加料金を支払えば、様々なアドオンを利用することも出来る。中でも最も注目すべきはFantasticoで、WordPress・SMF・phpBB・Drupal・Joomla!・TikiWiki CMS/Groupware・Moodleをはじめ、その他50以上ものウェブアプリケーションを自動的にインストールできるスクリプト集である。（ただし、自動的にアップデートすることは出来ない。）
他のウェブホスティングコントロールパネルとは違い、cPanelは複数個のソフトウェアパッケージを、大本となるオペレーティングシステム (OS) とは別に管理することができ、Apache・PHP・MySQLやその他関連のあるソフトウェアパッケージのアップグレードも自動で行える。これにより、これらパッケージはいつでも最新の状態で、cPanelとの互換性が保証されることになる。

## WHM (Web Host Manager)
WebHostマネージャー (WHM) は、サーバ管理者またはリセラー（再販業者）がサーバ上でホスティングアカウントを管理するために使用する、ウェブベースのツールである。WHMのデフォルトポートは2086と2087である。
WHMはルート管理者によるアクセスはもちろんのこと、リセラー権限でユーザへのアクセスも可能。リセラーユーザは、ルートユーザ（サーバ管理者）よりも利用できる機能が少ない。というのも、リセラーユーザは、サーバを管理するというよりも、顧客のアカウントを管理する（制限する）ことがメインであるためである。サーバ管理者はWHMを使って、Apacheをコンパイルしたり、システムにインストールしたRPMを更新したりといった、メンテナンス操作を行うことが出来る。

## cPanelのビルド
cPanelのビルドにはEDGE、CURRENT、RELEASE、及びSTABLEを含む複数のビルドがあり、各々利用可能となっている。それぞれのビルドはテスト段階によって異なる。